# دبی توماس
دبی توماس (انگلیسی: Debi Thomas؛ زادهٔ ۲۵ مارس ۱۹۶۷) اسکیت‌باز نمایشی اهل ایالات متحده آمریکا است.